# Rubey Glacier
Rubey Glacier är en glaciär i Antarktis. Den ligger i Västantarktis. Inget land gör anspråk på området. Rubey Glacier ligger 276 meter över havet.
Terrängen runt Rubey Glacier är kuperad åt sydväst, men åt nordost är den platt. Trakten är obefolkad. Det finns inga samhällen i närheten.